# Szef kuchni

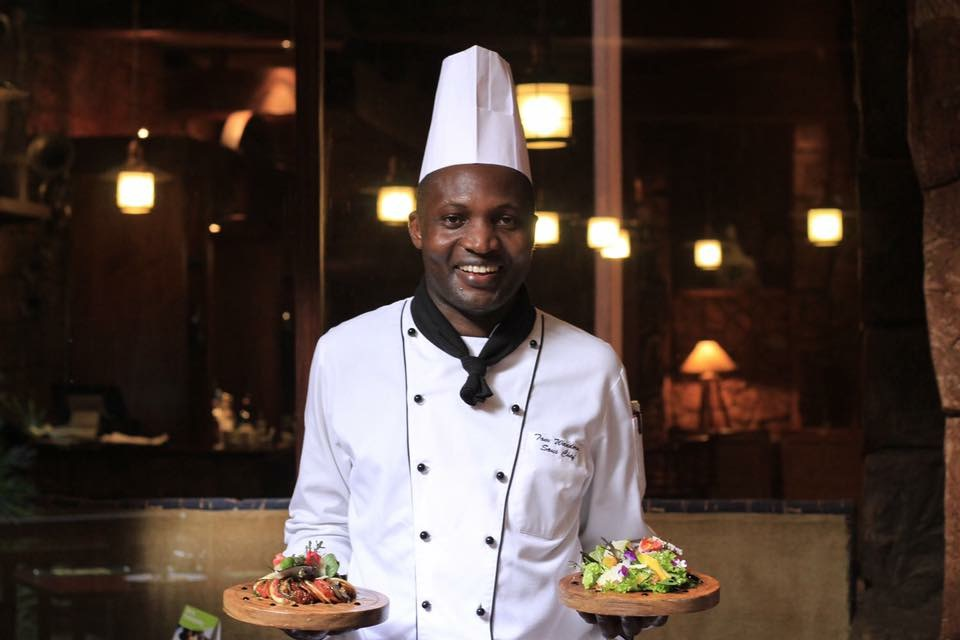
Szef kuchni w pracy

Szef kuchni (fr. chef de cuisine, ang. executive chef) – menedżer nadzorujący zespół pracowników części produkcyjnej zakładu gastronomicznego, odpowiedzialny za funkcjonowanie kuchni, za tworzenie menu i wykonanie potraw, zajmujący się kalkulacją kosztów i zaopatrzeniem w produkty.
Szef kuchni należy do kadry kierowniczej. Jest to kucharz z dużym doświadczeniem i wysokimi umiejętnościami zawodowymi. Nie należy mylić ze stanowiskiem głównego kucharza (fr. chef de partie), które od szefa kuchni różni się rodzajem wykonywanych zadań i jest mu podległe, przy czym obie te funkcje może pełnić jedna osoba. Określenia „chef” [wym. ʃɛf] nie należy również mylić z „chief” [wym. ʧ̑ʲif], oznaczającym m.in. starszego oficera na statku handlowym. Szef kuchni może mieć zastępcę (fr. sous-chef de cuisine).

## Wymagania na stanowisku szefa kuchni
Poza wykształceniem gastronomicznym, osoba na tym stanowisku powinna odznaczać się dobrym ogólnym stanem zdrowia oraz wytrzymałością fizyczną. Bezwzględnie wymagana jest wysoka wrażliwość zmysłów smaku, węchu, rozróżnianie barw i sprawność manualna.
Szef kuchni musi posiadać doświadczenie w pracy, umiejętność zarządzania personelem, tworzenia grafików, komponowania receptur, posługiwania się programem kalkulacyjnym, współpracy z działem marketingu i obsługą sali. Potrzebna jest sprawność zaopatrzeniowca. Pożądane jest wykazywanie się pasją i zaangażowaniem, utożsamianie się z miejscem pracy i znajomością branży. Stanowisko to jest dostępne zarówno dla kobiet jak i mężczyzn.

## Główne obowiązki szefa kuchni

### Bieżąca aktywność organizacyjna[5]
- zarządzanie personelem, planowanie i organizacja pracy;
- dobór pracowników i wdrażanie ich do obowiązków;
- odprawy z zespołem dla omówienia bieżących zadań;
- konsultacje z innymi działami w zakresie realizacji bankietów;
- organizacja zaopatrzenia restauracji, wybór dostawców;
- składanie zamówień i odbiór wszystkich produktów;
- składowanie i magazynowanie surowców, półproduktów oraz gotowych potraw;
- kontrola jakości, smaku i wyglądu wydawanych potraw;
- osobiste przyrządzanie niektórych dań, pomoc w pracy kuchni;
- szkolenie kucharzy z technik gotowania[6]
- przygotowanie kucharzy do konkursów kulinarnych.

### Kontrola przestrzegania zasad[7]
- GHP (Dobrej Praktyki Higienicznej);
- GMP (Dobrej Praktyki Produkcyjnej);
- HACCP (Analiza Zagrożeń i Krytyczne Punkty Kontroli).

### Tworzenie menu[8]
- tworzenie i aktualizacja menu w karcie dań stałej, sezonowej i specjalnej[6];
- kalkulacja opłacalności oferowanych potraw;
- opracowywanie i wprowadzanie nowych receptur gastronomicznych;
- korzystanie z kreatywnych umiejętności swoich kucharzy.

### Działalność handlowa[5]
- narady z działem sprzedaży i marketingu w celu ustalenia menu na bankietach;
- kalkulacja ceny dań na bankietach;
- organizowanie przyjęć okolicznościowych i cateringu;
- spotkania z gośćmi i konsumentami w sprawie menu na przyjęcia;
- spotkania z szefami serwisu w zakresie aranżacji sali;
- ustalanie treści i formy kart menu zgodnie z sugestiami konsumentów.

### Zadania administracyjne[5]
- kontrola list obecności;
- opracowywanie grafików pracy;
- kontrola i ewidencja pracowniczych książeczek zdrowia;
- sporządzanie planów urlopów, szkoleń i kursów;
- ustalanie zakresów obowiązków na poszczególnych stanowiskach;
- prowadzenie dokumentacji wymaganej przy produkcji potraw;
- dokonywanie inwentaryzacji produktów spożywczych;
- obliczanie wartości food costu;
- przeprowadzanie inwentaryzacji sprzętu i wyposażenia;
- analiza potrzeb w zakresie zakupu i modernizacji wyposażenia kuchni.

### Relacje interpersonalne[5]
- tworzenie w zespole atmosfery sprzyjającej wydajnej pracy;
- organizowanie pracy z uwzględnianiem potrzeb pracowników w miarę możliwości;
- kontakty z właścicielem (dyrektorem) w celu analizy bieżącej działalności kuchni oraz potrzeb konsumentów;
- omawianie z właścicielem (dyrektorem) warunków pracy i płacy pracowników;
- kontakty z pracownikami innych działów dotyczące działalności kuchni;
- prezentacja menu i nowych dań w dziale marketingu;
- uzyskiwanie opinii i sugestii konsumentów.